# Ballochia rotundifolia
Ballochia rotundifolia es una especie de planta fanerógama perteneciente a la familia Acanthaceae. Es originaria de Yemen, donde se encuentra en Socotra. Su hábitat natural son los bosques secos  subtropicales o tropicales.

## Ecología
Ballochia rotundifolia es ocasional en el bosque seco de hoja caduca a una altitud de 450 a 600 m.

## Taxonomía
Ballochia rotundifolia fue descrita por Isaac Bayley Balfour y publicado en Proceedings of the Royal Society of Edinburgh 12: 87. 1884.